# Cistothorus apolinari
El cucarachero de pantano o chirriador (Cistothorus apolinari) es una  especie de ave de la familia Troglodytidae , endémico de la Cordillera Oriental de los Andes de Colombia.

## Hábitat
Su hábitat son las orillas de las lagunas, los pantanos, humedales, praderas inundables, pastizales cerca de los cuerpos de agua y parches de arbustos en áreas pantanosas, entre los 2.500 y 4.000 metros de altitud.  Por lo general se oculta en zonas pantanosas y cañaduzales, entre las eneas (Typha latifolia), juncos (Scirpus californicus), arbustos pequeños, como el hipérico (Hypericum perforatum) o bejucos enanos (Chusquea). Está amenazado por pérdida de hábitat.

## Descripción
En promedio mide 12,5 cm de longitud. Es de color marrón, más oscuro en la cabeza, con parches color gris alrededor de los ojos; rayas oscuras en el dorso; la garganta, el pecho y el abdomen de color blancuzco a anteado. y cola rojiza.   
Su canto se compone principalmente de notas bajas, con un sonido característico de twii y hace un llamado territorial que suena como tchorr. 
Se alimenta de arañas e insectos.

## Reproducción
Las temporadas de anidación son en marzo y agosto. Construye un nido de forma ovalada, con hojas secas o paja por fuera y con flores, hojas y material vegetal con vellosidades, en el interior, con una sola entrada, sobre los juncos o bejucos.

## Subespecies
- C. a. apolinari: Sabana de Bogotá, Laguna de Tota.
- C. a. hernandezi:[4] Páramo de Sumapaz, Páramo de Siscunsí (Sogamoso), Sierra Nevada del Cocuy.[6]

### Videos
- Cistothorus apolinari
- Cistothorus apolinari

- Datos: Q367270
- Multimedia: Cistothorus apolinari / Q367270
- Especies: Cistothorus apolinari